# Михайлюк, Иван Андреевич
Ива́н Андре́евич Михайлю́к (1861 — не ранее 1913) — член II Государственной думы от Киевской губернии.

## Биография

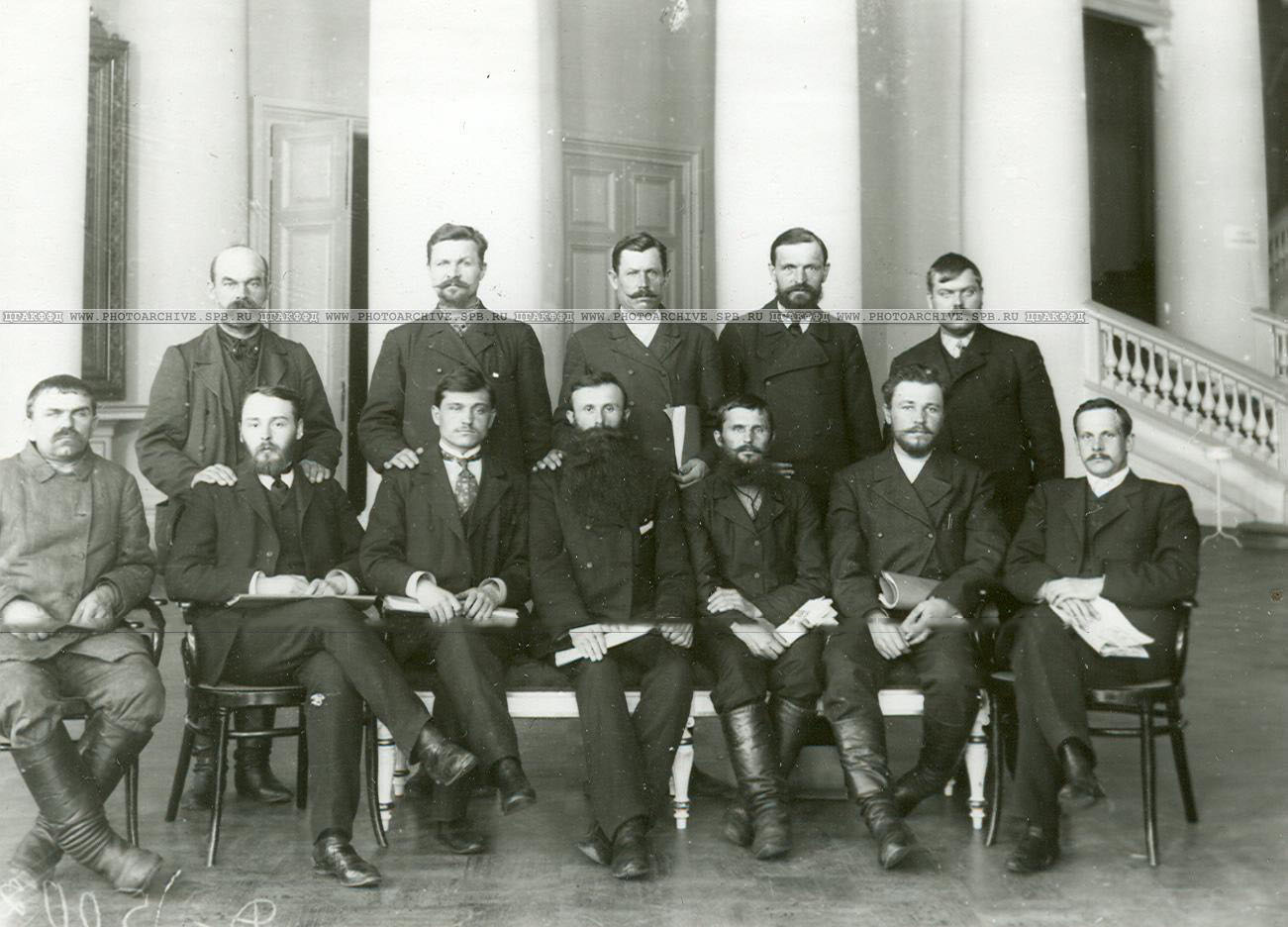
Депутаты 2-й Государственной думы от Киевской губернии. Стоят: Нечитайло С. В., Маляренко К. Е., Военный М. Ф., Михайлюк И. А., Снигирь П. Ф.; сидят: Чеповенко З. Я., Кириенко И. И., Вовчинский М. Н., Гуменко И. А., Сахно В. Г., Краселюк И. Н., Фёдоров Г. Г.

Православный, крестьянин деревни Аннополь Потиевской волости Радомысльского уезда.
Начальное образование получил дома. Грамотный. Землевладелец (138 десятин).
7 февраля 1907 года был избран членом II Государственной думы от общего состава выборщиков Киевского губернского избирательного собрания. Входил в группу беспартийных. Выступал по аграрному вопросу.
На 1913 год имел 124 десятины земли. Дальнейшая судьба неизвестна.